# Kolonowskie
Kolonowskie là một thị trấn thuộc huyện Strzelecki, tỉnh Opolskie ở nam Ba Lan. Thị trấn có diện tích 56 km². Đến ngày 1 tháng 1 năm 2011, dân số của thị trấn là 3345 người và mật độ 60 người/km².